# Chiesa della Santissima Annunziata intra muros (Urbino)
La chiesa della Santissima Annunziata "intra muros" è un edificio religioso di Urbino, annesso all'ex convento dei Carmelitani Scalzi.

## Storia e descrizione
È storicamente legata all'annesso ex convento dei Carmelitani Scalzi, di cui ne ha seguito le vicende storiche, sin dalle origini, dalla metà del XIV secolo fino all'Unità d'Italia.
Si sviluppa sull'asse nord-sud, con l'abside a sud e l'ingresso verso nord su largo Bruscaglia, mentre il lato orientale prospetta su via dei Maceri, con una facciata segnata da due cornici in mattoni a vista, una a metà e l'altra delimita il margine superiore. Tra le due cornici si aprono due rientranze, una piuttosto estesa dove si trovano due ampie finestre ad arco ribassato e un'altra più piccola sull'estremità meridionale. I lati sud ed ovest confinano con l'ex convento.
È ad aula unica rettangolare con cinque altari (il maggiore e quattro laterali, due per lato). L'altare maggiore è inserito in un piccolo presbiterio quadrato, mentre gli altari laterali sono collocati entro nicchie a fondo piano, tra di essi s'inseriscono sei nicchie dove sono collocate le statue di altrettanti Santi, legati all'ordine monastico, a cominciare dal fondo verso l'ingresso troviamo le statue dei profeti Elia e, sul lato opposto, Eliseo, poi Teresa d'Avila e Giovanni della Croce ed infine Simone Stock e Maria Maddalena de' Pazzi. Gli stucchi che decorano gli altari laterali sono stati realizzati dagli artisti Carlo Bazzardi e Francesco Bellotti. Invece l'altare maggiore in marmi policromi è opera di Giovan Francesco Buonamici.
Gli altari laterali e le nicchie sono separati da paraste che sorreggono un cornicione su cui poggia la volta a botte. Le finestre sono state ricavate ai lati sopra il cornicione e una sulla facciata. L'esterno presenta una facciata in laterizio con immorsature, che evidenziano il mancato completamento. Nella chiesa si conserva solo una tela dell'apparato decorativo originario, tutte le altre furono confiscate dallo Stato dopo l'Unità d'Italia, e si tratta della Santa Teresa sul primo altare destro, dipinta da Giovanni Battista Mercati, ma probabilmente non era la sua collocazione originaria; dato che su questo altare doveva trovarsi la Madonna del Soccorso tra i santi Giovanni Battista e Cristoforo (1539 ca.) di Raffaellino del Colle (ora nella Galleria Nazionale delle Marche). La tela del Mercati doveva invece trovarsi sul secondo altare destro. Sull'altare maggiore vi era in origine la tela raffigurante un'Annunciazione (1603), opera di Alessandro Vitali, uno dei migliori allievi di Federico Barocci, che fu sepolto in questa chiesa. Il dipinto del Vitali è conservato nella Galleria Nazionale delle Marche e al suo posto nella chiesa vi è la tela di un altro pittore baroccesco, Giovan Battista Urbinelli, raffigurante una Madonna con Bambino con i santi Eligio e Rocco, rimaneggiata nei decenni successivi, tanto che la figura di San Rocco sostituì quella originaria di Sant'Ubaldo. Sul secondo altare sinistro si trova la tela di Raffaello Giovanelli, raffigurante un Cristo crocifisso (fine XIX secolo). Gli arredi lignei originari della chiesa furono trasferiti nella chiesa di San Giovanni in Pozzuolo, nei pressi della strada che da Urbino scende verso Urbania. Attualmente la chiesa è inutilizzata.

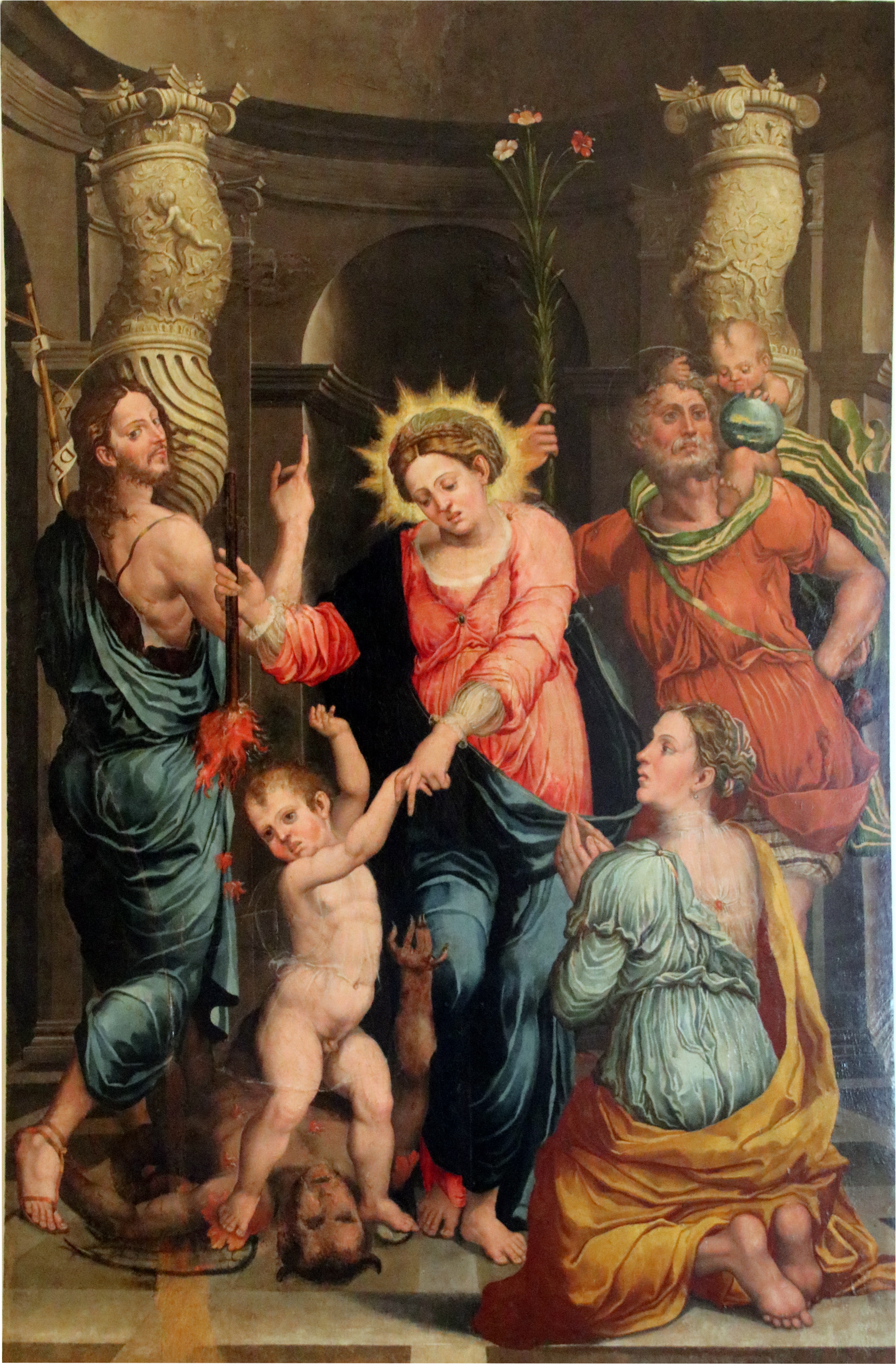
La Madonna del Soccorso con i santi Giovanni Battista e Cristoforo di Raffaellino del Colle
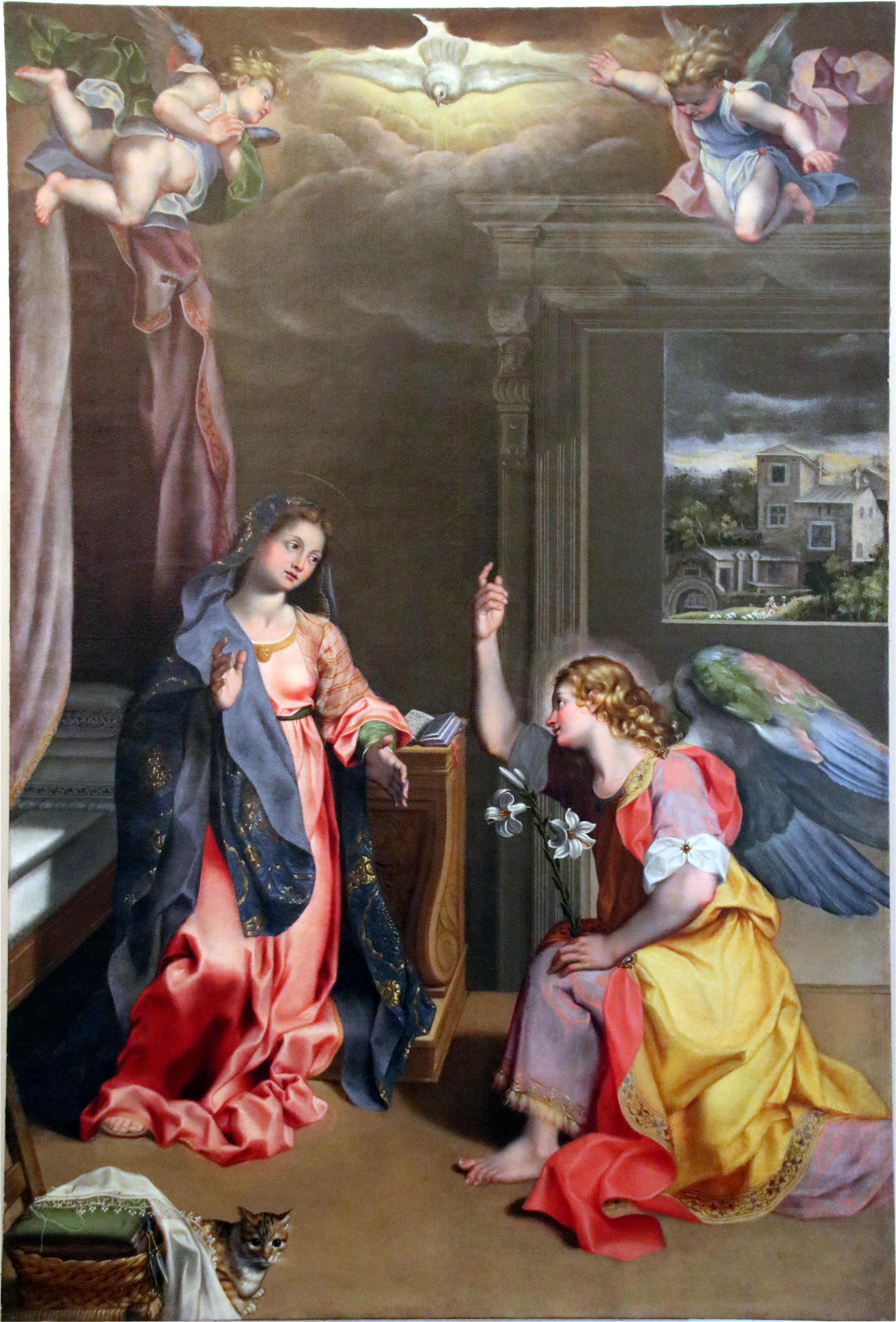
Annunciazione di Alessandro Vitali